# Catedral de Clarmont-Ferrand
La catedral de Clarmont-Ferrand, o de la Nostra Senyora de l'Assumpció, és un edifici gòtic a Clarmont-Ferrand, França, que va ser precedida, al mateix emplaçament, de tres santuaris cristians. La major part de l'edifici data del segle xiii.
És al cim del turó que forma el centre antic de Clarmont-Ferrand, sobre la plaça de la Victòria, just al costat de l'estàtua del papa Urbà II, que va llançar la primera croada el 1095.

## Història
Al segle v, Sant Namace, bisbe de la ciutat dels Arverns, va fer construir una primera catedral per al culte cristià al seu gueto de «vicus christianorum». Va dedicar aquest edifici als sants Vital i Agricol dels quals en van fer venir les relíquies de Bolonya. L'aspecte de plànol basilical ens és conegut per la descripció que en va fer Gregori de Tours. Amb una allargada de 43 m, era adornada de marbre, posseïa una nau central i dues de col·laterals, un creuer i setanta columnes. Va ser destruïda el 760 per Pipí I el Breu.
Aquest, penedint-se del seu acte, va donar una suma important al bisbe Haddebert per finançar la reconstrucció que va durar de 764 a 768. Aquest segon edifici va ser de nou destruït pels normands el 915.
El bisbe Esteve II va fer construir una tercera catedral romànica, que va ser consagrada el 946. Va ser una construcció original que va servir de prototip a nombroses esglésies a l'Alvèrnia.
La cripta, del segle x, comprèn un deambulatori envoltat de capelles. Posseeix un sarcòfag del segle iv en marbre blanc.
El 1248, el bisbe Hugues de la Tour va decidir edificar una nova catedral, inspirant-se en la Santa Capella que tant li havia agradat en un recent viatge a París. Volia construir una església amb el prestigiós estil gòtic del nord que li permetria afirmar la seva supremacia sobre la ciutat. La Basílica de Nostra Senyora del Port, seria de nou superada.
L'obra va ser confiat a Jean Deschamps, arquitecte de les catedrals de Narbona i de Llemotges. Inspirat per les de Beauvais i Amiens, va realitzar plans originals on les finestres no ocupaven tot l'espai disponible entre els suports ni posseïen arcs formerets, on les ogives penetraven directament sota la volta, on el pla el·líptic dels pilars de la rotonda del cor deixava penetrar tota la llum de les finestres absidals al santuari i on enginyoses desvores de la terrassa permetien de fer el tomb als arcbotants.
Però l'originalitat principal de l'edifici és el material utilitzat: pedra de Volvic, una pedra volcànica que dona un color obac i amb una resistència que va permetre elevar pilars d'una gran esveltesa.
Jean Deschamps va treballar de 1248 a 1287 sobre el cor. Sant Lluís hi va casar el seu fill, el futur Felip l'Atrevit, amb Isabel d'Aragó. El rei va finançar potser per a aquesta ocasió, una part dels vitralls que semblen sortir del mateix taller que els de la Santa Capella, són considerats uns dels millors de França. El cor, el creuer i el començament de la nau són acabats cap a 1295.
Pierre Deschamps va succeir al seu pare fins a 1325, emprenent els treballs més enllà de la cruïlla i el creuer. De 1325 a 1340, les torres dels braços del creuer van ser elevades per un mestre d'obra desconegut. La Torre del Guaita, la més alta, deu el nom al guaita que s'apostava al seu cim.
De 1340 a 1355, Pierre de Cébazat, conegut per haver treballat a la catedral de Chaise-Dieu, va acabar els tres trams de la nau, que permetien arribar a les torres romàniques. Els trastorns de la guerra dels Cent anys no li van deixar el temps d'acabar l'obra. Durant els anys que van seguir, només es va esculpir un nou bastiment per a la porta de la sagristia.

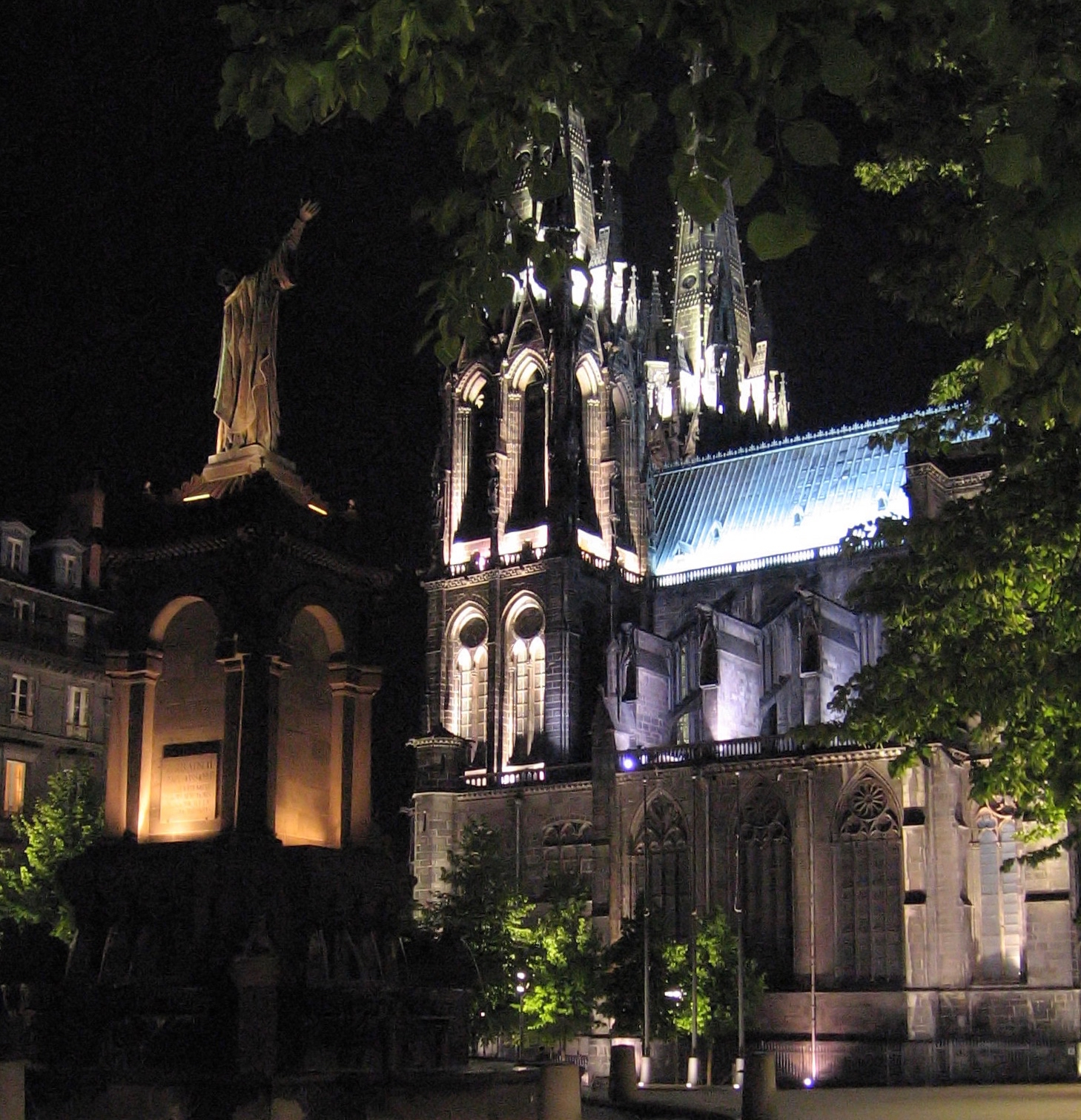
La catedral de nit amb l'estàtua d'Urbà II

La rosassa amb predomini de blaus col·locada sobre la portada nord i la de tonalitats taronges que domina la portada sud daten del segle xiv. Ambdues s'inscriuen en un quadrat de 8,5 m de costat.
Entre 1444 a 1473, hi havia sobre el cor un campanar, veritable punta de pedra feta calats. Va ser enderrocat el 1741. Entre 1507 i 1512 va ser elevada una alta teulada coberta de plom, en substitució de la teulada d'origen.
Durant la Revolució van voler abatre l'església, però el benedictí Verdier-Latour va reeixir conservar-la, perquè va poder persuadir els revolucionaris que serria un excel·lent lloc de concentració popular. Però els seients únics, l'altar, escultures i mobiliari van ser destruïts i tres de les torres dels creuers van ser arrasades. La torre de Guaita va sobreviure tenir utilitat pràctica: donava l'hora.
La façana romànica de la catedral va ser enderrocada el 1851.
Cal esperar fins al 1866 perquè arrenquin els treballs d'acabament, realitzats segons els plans d'Eugène Viollet-le-Duc, pel seu alumne Anatole de Baudot. El 1884, la façana occidental amb les fletxes i l'últim tram de la nau, eren finalment acabades en el respecte complet dels mètodes de construcció de l'edat mitjana. Només la talla una mica més seca de les pedres marca la diferència. Detall curiós, al moment d'aquests treballs la casa natal de Blaise Pascal va ser destruïda.